# Список населённых пунктов Холмогорского района
*Административные центры указаны жирным шрифтом
- Белогорское сельское поселение
  - Белогорский
  - Верхняя Паленьга
  - Паленьга
- Двинское сельское поселение
  - Двинской
  - Липовик
- Емецкое сельское поселение
  - Аксеновы
  - Антониево-Сийский монастырь
  - Белая Гора
  - Болото
  - Большая Гора
  - Бросачиха
  - Ваймужский
  - Великий Двор
  - Верхнее Заполье
  - Верхняя
  - Волость
  - Высокое
  - Гора
  - Горончарово
  - Донковы
  - Емецк
  - Ждановы
  - Залебедка
  - Заполье
  - Заполье
  - Заполье
  - Заручевье
  - Заручей
  - Золотка
  - Калажма
  - Клубочиха
  - Кожгора
  - Короли
  - Красный Яр
  - Кузнецово
  - Кулига
  - Кульмино Большое
  - Кульмино Малое
  - Кязьмеш
  - Лохта
  - Лысица
  - Малая Гора
  - Мыза
  - Нижнее Заполье
  - Нижний Конец
  - Нижняя
  - Нифериха
  - Новинные
  - Осерёдок
  - Осерёдок (село Ваймуга)
  - Осерёдок (село Прилуки)
  - Офролиха
  - Погост
  - Подгор
  - Подсосанье
  - Прилук
  - Рехачевы
  - Слободка
  - Старая Мельница
  - Сухарево
  - Такшеево
  - Толокново
  - Узиково
  - Усолье
  - Усть-Емца
  - Хвосты Старые
  - Чупровщина
  - Шильцово
- Зачачьевское сельское поселение
  - Беличи
  - Бельково
  - Большое Село
  - Бор-Больница
  - Бызовы
  - Верхняя Горка
  - Волость
  - Гора
  - Горка-Рудаковская
  - Демидовы
  - Ендюга
  - Заболотье
  - Заборье
  - Заборье
  - Заборье
  - Задворье
  - Заполье
  - Заполье
  - Зачачье
  - Карчево
  - Кашевариха
  - Кельи
  - Короткие
  - Коскошина
  - Красный Яр
  - Крюк
  - Кузнечиха
  - Кулига
  - Макары
  - Малое Село
  - Надозеро
  - Нижняя Горка
  - Низ
  - Новая
  - Орлово
  - Погост
  - Погост
  - Подлесье
  - Подсосанье
  - Понизовье
  - Почтовое
  - Россохи
  - Семеновы
  - Таратины
  - Фатеевы
  - Фомины
  - Часовня
  - Чащевка
  - Чухча
  - Шидозеро
  - Шильцово
- Кехотское сельское поселение
  - Васильевская
  - Григоровская
  - Красная Горка
  - Марковская
  - Матвеевская
  - Остров Гривы
  - Соснино
  - Чевакино
- Койдокурское сельское поселение
  - Александровская
  - Борковская
  - Бурмачевская
  - Варнавская
  - Дублево
  - Дурасовская 1-я
  - Дурасовская 2-я
  - Ельник
  - Ивойловская
  - Калитинская
  - Кондратьевская
  - Куст-Лындовская
  - Нефедьево
  - Новозатопляевская
  - Одиночка
  - Оладовская
  - Петрушевская
  - Пустошка
  - Старозатопляевская
  - Усть-Лындовская
  - Филимоновская
  - Хомяковская
  - Чухарево
- Копачёвское сельское поселение
  - Большое Нижнее
  - Власьевское
  - Вороновское
  - Голдобиха
  - Горка
  - Демидово
  - Заполье
  - Заручевье
  - Ичково
  - Канзово
  - Карьеры Нижние
  - Копачёво
  - Кричевское
  - Малое Нижнее
  - Мыза
  - Наволочек
  - Надеиха
  - Новинки
  - Орлецы
  - Орлецы
  - Пухтаковка
  - Пятково
  - Ступино
  - Ступинских карьеров
  - Чащины
- Леуновское сельское поселение
  - Гбач
  - Горка
  - Кузомень
  - Леуново
  - Остров
  - Чуга
- Ломоносовское сельское поселение
  - Андрияновская
  - Большое Залесье
  - Бор
  - Боярская
  - Бушково
  - Вавчуга
  - Даниловская
  - Демушино
  - Жучково
  - Залыва
  - Заручевье
  - Косновская
  - Кочерино
  - Красное Село
  - Ломоносово
  - Лубянки
  - Лыжино
  - Макарово
  - Малое Залесье
  - Марково
  - Митревщина
  - Неверово
  - Некрасово
  - Осина Гора
  - Пекишево
  - Перхуровская
  - Подгорье
  - Подсосны
  - Почапы
  - Разлог
  - Строительская
  - Сурово
  - Татаурово
  - Тихновская
  - Трехновская
- Луковецкое сельское поселение
  - Амосово
  - Глухое
  - Заручей
  - Кеницы
  - Кеницы
  - Кожево
  - Луковецкий
  - Новина
  - Поташевская
  - Сетигоры
  - Среднепогостская
  - Тарасово
  - Тереховское
  - Шолково
  - Юра
- Матигорское сельское поселение
  - Берёзы
  - Большая Товра
  - Буты
  - Винная Горка
  - Гора
  - Горка
  - Горка
  - Дальнее
  - Данилово
  - Заозерье
  - Заполье
  - Заречка
  - Земник
  - Копытово
  - Курья Нога
  - Кутозерская
  - Кушово
  - Малая Товра
  - Марилово
  - Надручей
  - Новинки
  - Одиночка
  - Погост
  - Подгорье
  - Собино
  - Среднее
  - Труфаново
  - Фабрики
  - Харлово
  - Хетка
  - Шепицы
- Ракульское сельское поселение
  - Березник
  - Брин-Наволок
  - Великий Двор
  - Верхнее
  - Верхняя Гора
  - Горка-Ладковщина
  - Жилино
  - Заборье
  - Заручевье
  - Зеленый Городок
  - Казенщина
  - Кожинская
  - Крениха
  - Летняя
  - Нижняя Гора
  - Околодок
  - Осерёдок (село Ракула)
  - Осерёдок
  - Палишино
  - Палово
  - Погост
  - Подборье
  - Речка
  - Среднеконская
  - Ульяново
  - Часовенская
- Светлозерское сельское поселение
  - Светлый
- Селецкое сельское поселение
  - Гора
  - Закода
  - Кривец
  - Кудосмина
  - Мурги 1-е
  - Мякурье
  - Печково
  - Пешемское
  - Погост
  - Рипалово
  - Тегра Верхняя
  - Тегра Нижняя
  - Тегра-Осередок
  - Усть-Мехреньга
  - Чуроз-Гора
- Усть-Пинежское сельское поселение
  - Варда
  - Нижняя Паленьга
  - Печки
  - Рожево
  - Усть-Пинега
- Ухтостровское сельское поселение
  - Александровская 1-я
  - Александровская 3-я
  - Андриановская
  - Богоявленская Горка
  - Большая Вашкаранда
  - Большой Наволок
  - Бор
  - Вождорма
  - Волково
  - Гольцово
  - Горка-Кузнечевская
  - Елисеевская
  - Кашино
  - Кобылинская
  - Кузьминская
  - Малая Вашкаранда
  - Малый Наволок
  - Матёра
  - Митрофановщина
  - Нестерово
  - Рембуево
  - Романовская
  - Шеинская
- Хаврогорское сельское поселение
  - Басалиха
  - Березник
  - Болото
  - Болото
  - Бор
  - Борок
  - Бутырки
  - Бухоровщина
  - Бушковы
  - Вахново
  - Верхний Конец
  - Гора
  - Горка
  - Домачево
  - Дорохово
  - Ерзовка
  - Задняя
  - Законокса
  - Заозеро
  - Заозерье
  - Заполье
  - Заполье
  - Заполье
  - Запольице
  - Заречье
  - Заручевье
  - Зуевщина
  - Ивановы
  - Казаковщина
  - Кареньга
  - Клишовщина
  - Кокарево
  - Конокса
  - Корзовы
  - Кручинины
  - Кузнецовы
  - Кузнецы
  - Кулига
  - Куково
  - Луташи
  - Макары
  - Минеши
  - Низ
  - Никитины
  - Оводовы
  - Околодок
  - Ощепково
  - Первомайская
  - Перелесок
  - Плахино
  - Плесо
  - Погода
  - Погост
  - Погост
  - Подгор
  - Пукшеньга
  - Пукшеньга
  - Пустыщи
  - Рябиха
  - Сергеевщина
  - Сивозерщина
  - Старостины
  - Сухие
  - Танашовщина
  - Тарасица
  - Теребиха
  - Терентьево
  - Устрека
  - Фелово
  - Часовня
  - Часовня
  - Челмохотской базы
- Холмогорское сельское поселение
  - Анашкино
  - Белая Гора
  - Демидово
  - Ивлево
  - Ильино
  - Кичижно
  - Кузополье
  - Мироново
  - Обухово
  - Побоище
  - Погост
  - Смольниковская
  - Спасская
  - Телепниха
  - Третьяково
  - Тряпицыно
  - Харитоново
  - Ходчино
  - Холмогоры